# Thiago Alves (tennis)
Pour les articles homonymes, voir Thiago Alves et Alves (homonymie).
Thiago Alves, né le 22 mai 1982 à São José do Rio Preto, est un joueur de tennis brésilien, professionnel de 2000 à 2013.

## Carrière
En 2006, il se qualifie pour son premier tournoi du Grand Chelem de sa carrière à l'US Open. Il passe un tour mais perd au second.
En février 2013, il est sélectionné pour jouer le 1er tour de la Coupe Davis face aux États-Unis. Il affronte John Isner pour le second match de la rencontre, mais est défait en 3 sets. Les deux équipes étant à égalité 2 rencontres partout, il affronte Sam Querrey pour le dernier match décisif et perd en 4 sets.

## Palmarès
Il remporte 7 tournois Challenger en simple, en 2005 à Manta et Quito, en 2006 à Belo Horizonte et Manta, en 2008 à São Paulo et en 2012 à São Paulo et Guadalajara.
Il est par ailleurs lauréat de 2 tournois Challenger en double, acquis à São Paulo et Salinas en 2006.

## Parcours dans les tournois duGrand Chelem

### En simple
| Année | Open d'Australie | Open d'Australie | Internationaux de France | Internationaux de France | Wimbledon      | Wimbledon | US Open         | US Open     |
| ----- | ---------------- | ---------------- | ------------------------ | ------------------------ | -------------- | --------- | --------------- | ----------- |
| 2006  | —                | —                | —                        | —                        | —              | —         | 2e tour (1/32)  | F. Verdasco |
| 2007  | —                | —                | —                        | —                        | —              | —         | —               | —           |
| 2008  | —                | —                | —                        | —                        | —              | —         | 2e tour (1/32)  | R. Federer  |
| 2009  | —                | —                | 1er tour (1/64)          | J. Chardy                | 2e tour (1/32) | G. Simon  | 1er tour (1/64) | L. Hewitt   |
| 2010  | —                | —                | 1er tour (1/64)          | F. González              | —              | —         | —               | —           |

N.B. : à droite du résultat se trouve le nom de l'ultime adversaire.

### En double
| Année | Open d'Australie | Open d'Australie | Internationaux de France      | Internationaux de France | Wimbledon | Wimbledon | US Open | US Open |
| ----- | ---------------- | ---------------- | ----------------------------- | ------------------------ | --------- | --------- | ------- | ------- |
| 2010  | —                | —                | 1er tour (1/32) Marcio Torres | G. Rufin A. Sidorenko    | —         | —         | —       | —       |

N.B. : le nom du ou de la partenaire se trouve sous le résultat ; le nom des ultimes adversaires se trouve à droite.

## Parcours dans lesMasters 1000
| Année | Indian Wells          | Miami | Monte-Carlo | Rome | Madrid | Canada | Cincinnati | Shanghai | Paris |
| ----- | --------------------- | ----- | ----------- | ---- | ------ | ------ | ---------- | -------- | ----- |
| 2010  | 1er tour R. Schüttler | —     | —           | —    | —      | —      | —          | —        | —     |

N.B. : sous le résultat se trouve le nom de l’ultime adversaire.